# Baskarp
Baskarp är en småort i Gustav Adolfs socken i  Habo kommun i Jönköpings län, Sverige belåget på västra stranden av Vättern, ungefär en mil norr om huvudorten Habo, och fyra mil söder om Hjo.  
Huvudindustrin i Baskarp är utvinning av sand av Baskarpsand.